# Broeddubbeltandmos
Broeddubbeltandmos (Didymodon rigidulus) is een soort uit het geslacht dubbeltandmos (Didymodon). De soort is te herkennen aan de donker olijfgroene kleur, zonder roodbruine tint zoals bij muurdubbeltandmos (D. vinealis), en de aanwezigheid van broedkorrels in de bladoksels. Soms zijn deze rijkelijk aanwezig, maar soms bijna onvindbaar. In dat geval moet het twee cellen dikke bovenste deel van het blad uitkomst bieden.

## Kenmerken
Het mos vormt bruingroene tot vuilgroene of donkergroene, dichtere zoden met kussentjes. De weinige vertakte stengels zijn ongeveer 1 tot 2 cm hoog en hebben in dwarsdoorsnede een centrale streng. De bladeren worden geleidelijk langwerpig vanaf een brede basis en stomp puntig, geheel, niet gekield, met een sterke nerf die zich uitstrekt tot aan de punt van het blad. De bladeren staan rechtop tot uitstekend als ze nat zijn en gebogen als ze droog zijn. De bladranden zijn naar achteren gebogen, grotendeels vlak naar de bladtop toe en bestaan uit twee cellagen. De bladcellen zijn afgerond vierkant, dikwandig en licht papilleus in het bovenste deel van het blad, rechthoekig, dunwandig en glad aan de basis van het blad. De bovenepidermis van de nerf heeft korte cellen.
De soort is tweehuizig. De rode kapselsteel is tot ongeveer 1,5 centimeter lang, het langwerpige eivormige tot cilindrische, rechtopstaande sporenkapsel heeft korte, min of meer rechtopstaande peristoomtanden, het operculum is langsnavelig, de sporen zijn glad en 8 tot 16 µm groot. Meercellige, bolvormige broedlichamen zijn meestal aanwezig in de bovenste bladoksels.

## Ecologie
Broeddubbeltandmos groeit net als breed dubbeltandmos (D. luridus) vooral op kalkhoudende stenen en oude muren. Daarnaast komt deze soort ook veel voor op oud beton en op asbestcement (golfplaten, maar ook bloembakken midden in de stad). 

## Verspreiding
Broeddubbeltandmos komt vooral voor in gematigde klimaatzones en komt naast Europa voor in delen van Azië, in Noord- en Midden-Amerika, in Noord- en tropisch Afrika en op Antarctica. In Midden-Europa is het mos te vinden van de vlakten tot aan de hoge bergen, het is bijzonder wijdverspreid en vrij gebruikelijk in de kalksteengebieden.
In Nederland is broeddubbeltandmos vrij algemeen. Het staat niet op de rode lijst en is niet bedreigd. Het verspreidingspatroon van de soort is niet goed te duiden. Enerzijds lijkt er zoals ook bij andere dubbeltandmossen een concentratie in het rivierengebied en in Zuid-Limburg te zijn. Maar het aaneengesloten voorkomen in het grondig onderzochte Zuidoost-Brabant doet vermoeden dat de soort overal voor kan komen. Het aantal atlasblokken met deze soort is sinds 1980 verdrievoudigd, waarschijnlijk vooral als gevolg van de toegenomen inventarisaties.

## Fotogalerij

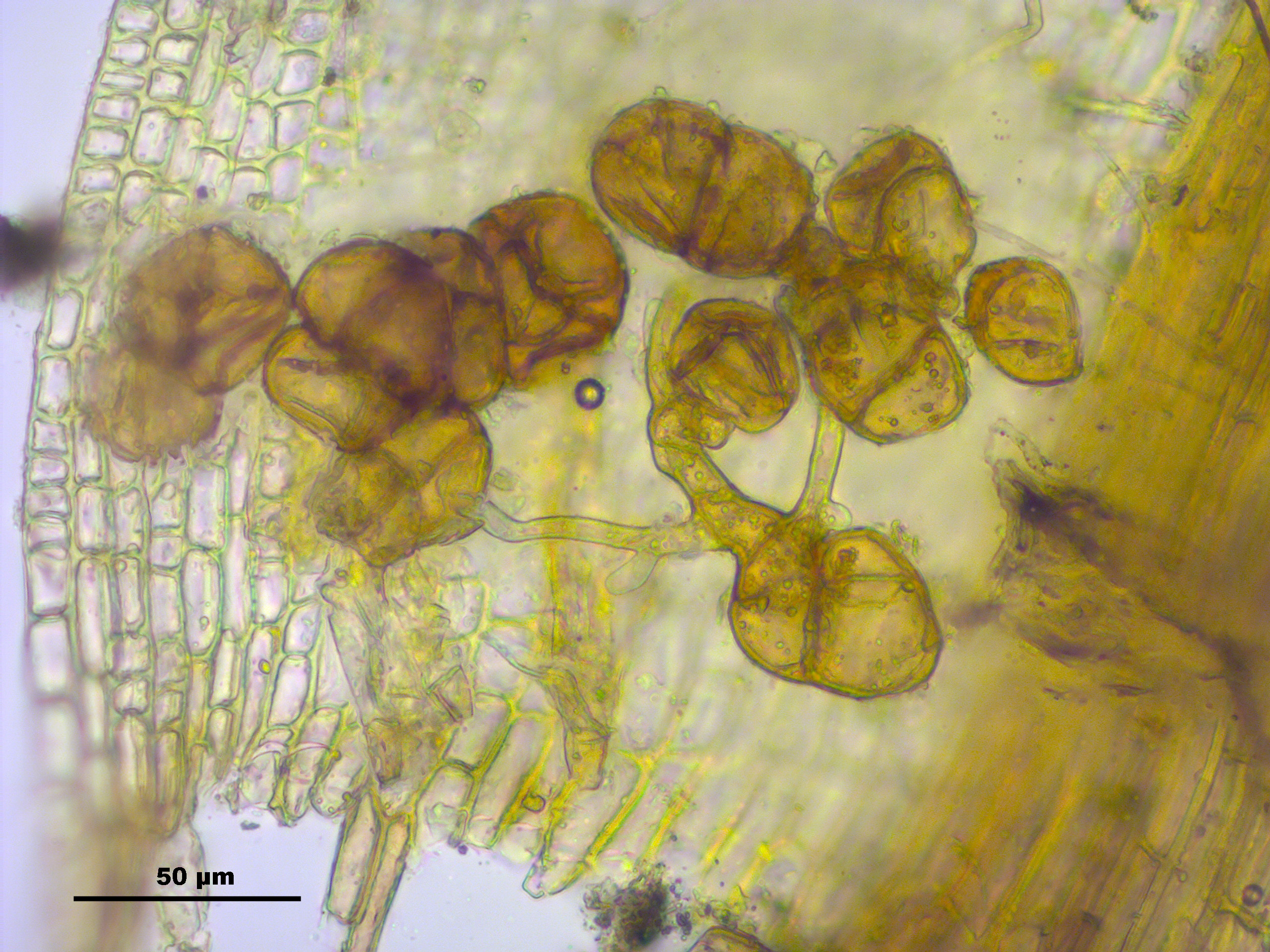
Broedlichamen
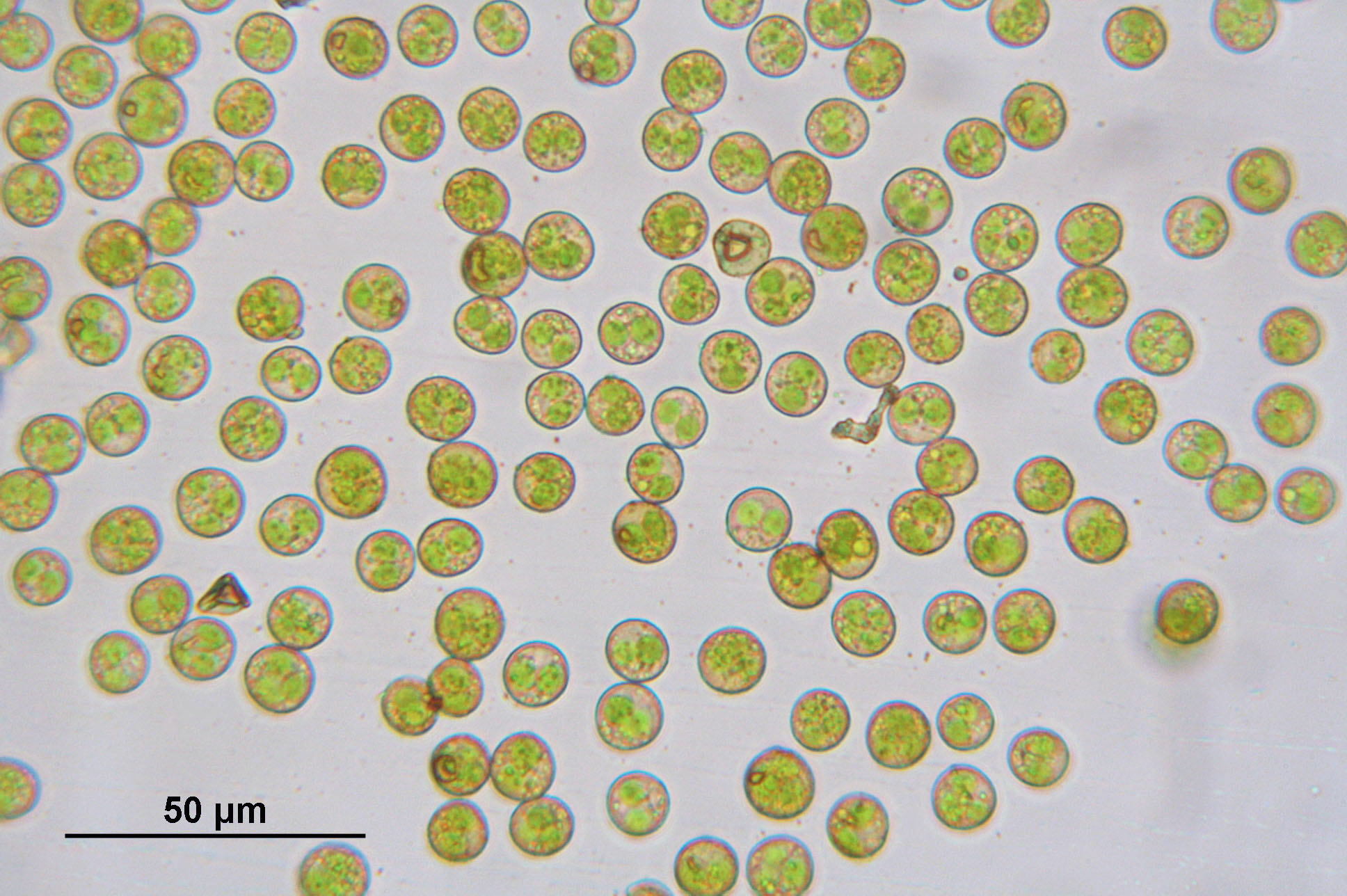
Sporen

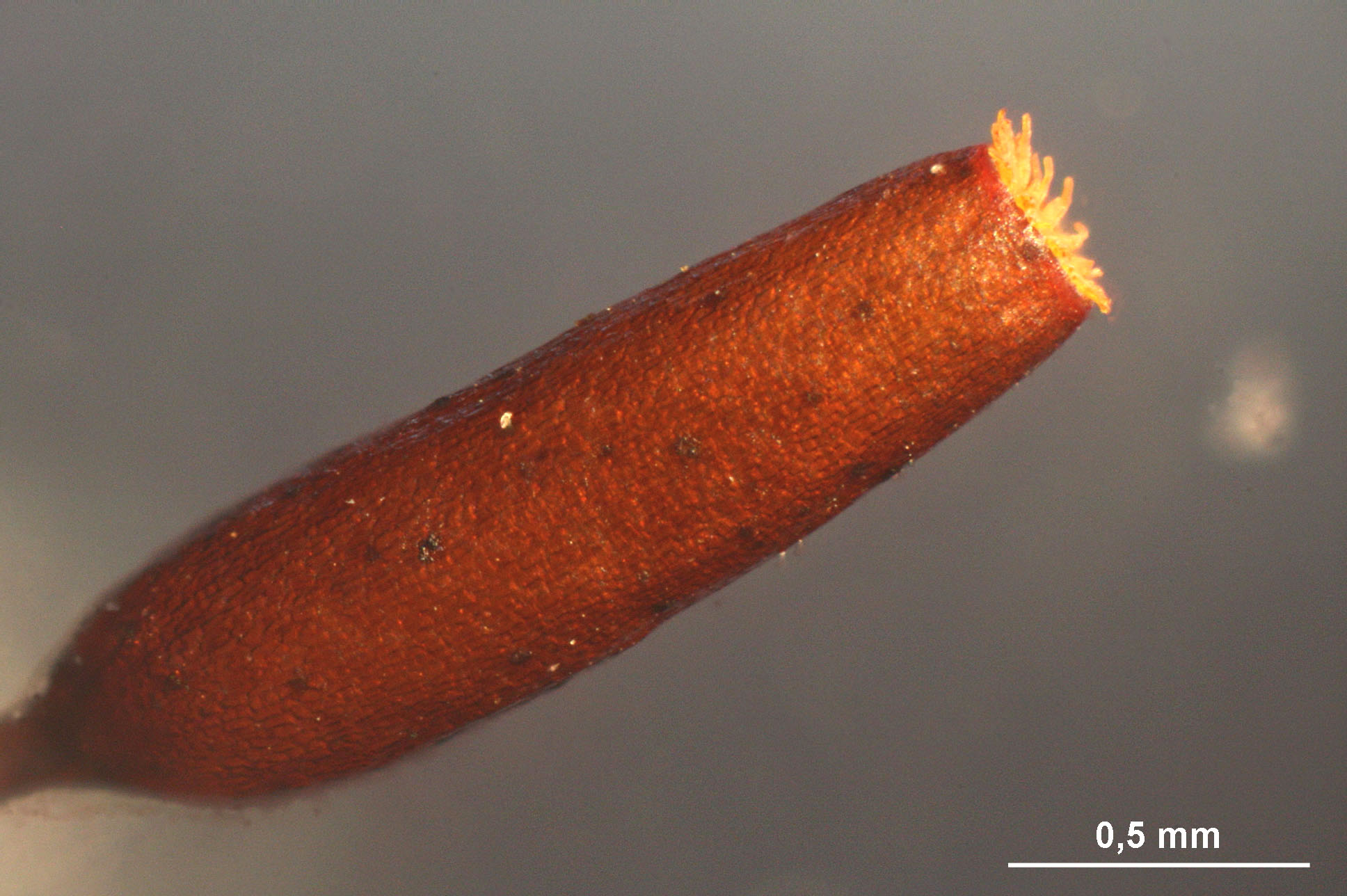
Sporenkapsel
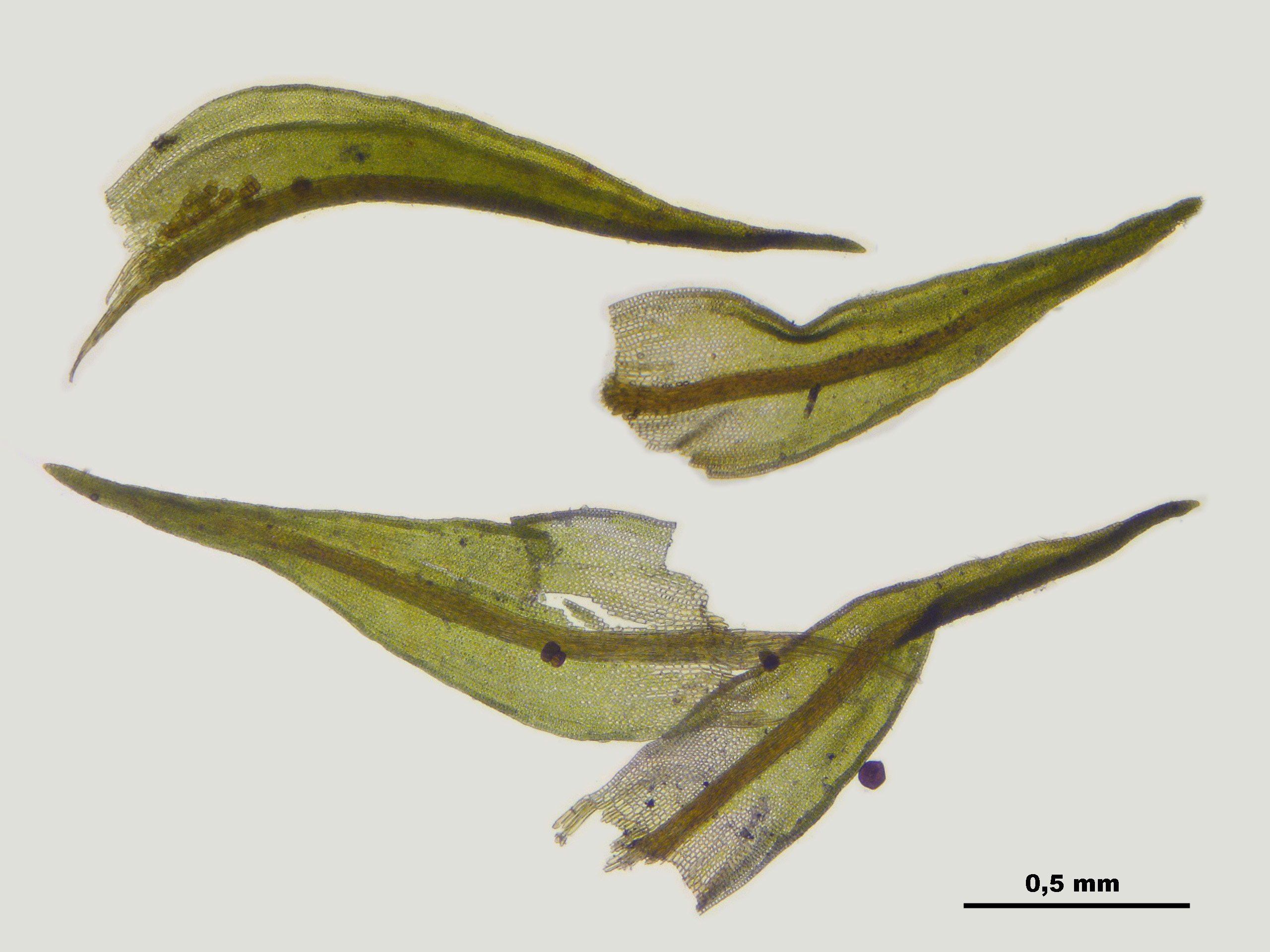
Bladeren
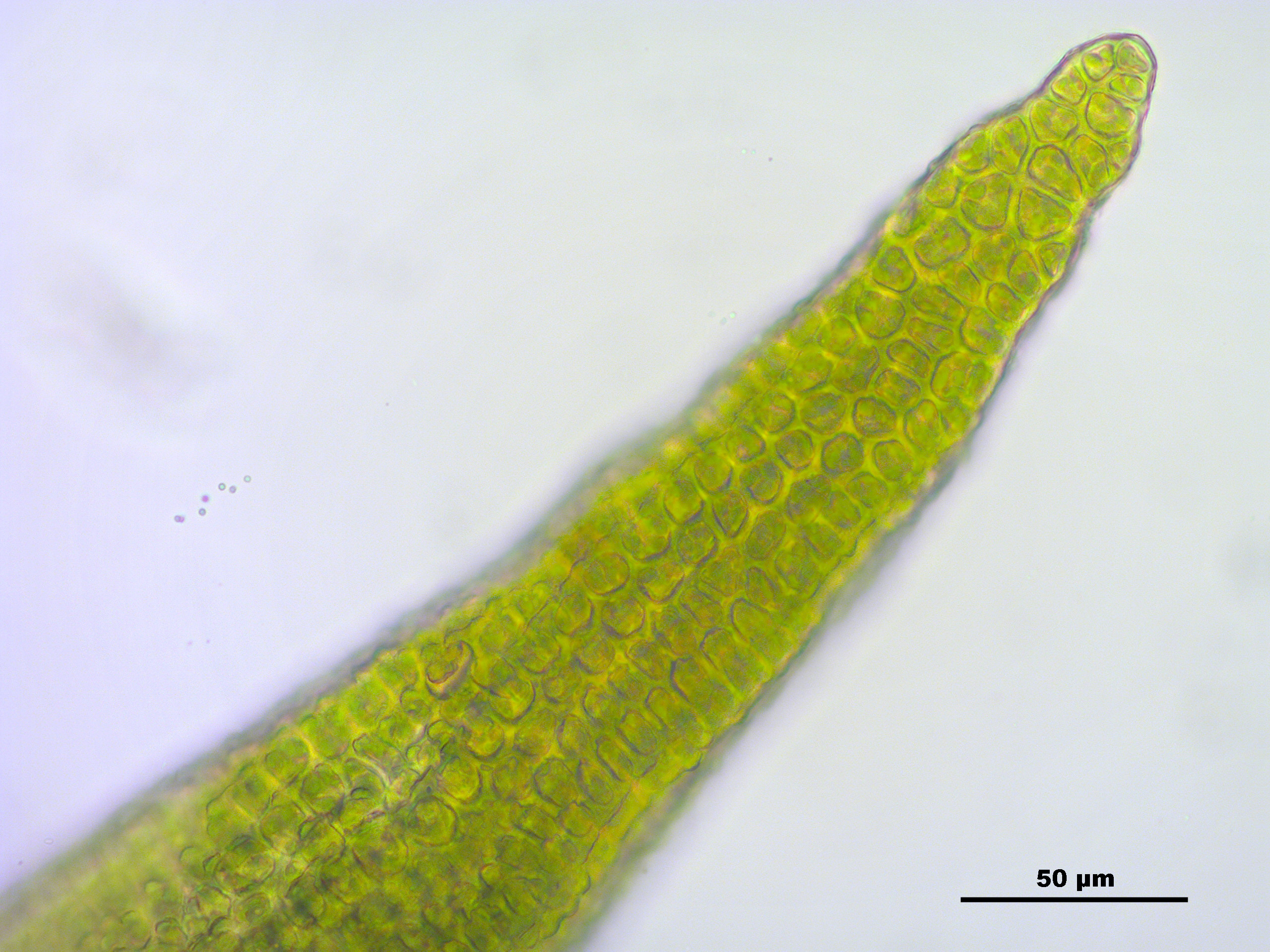
Bladtop

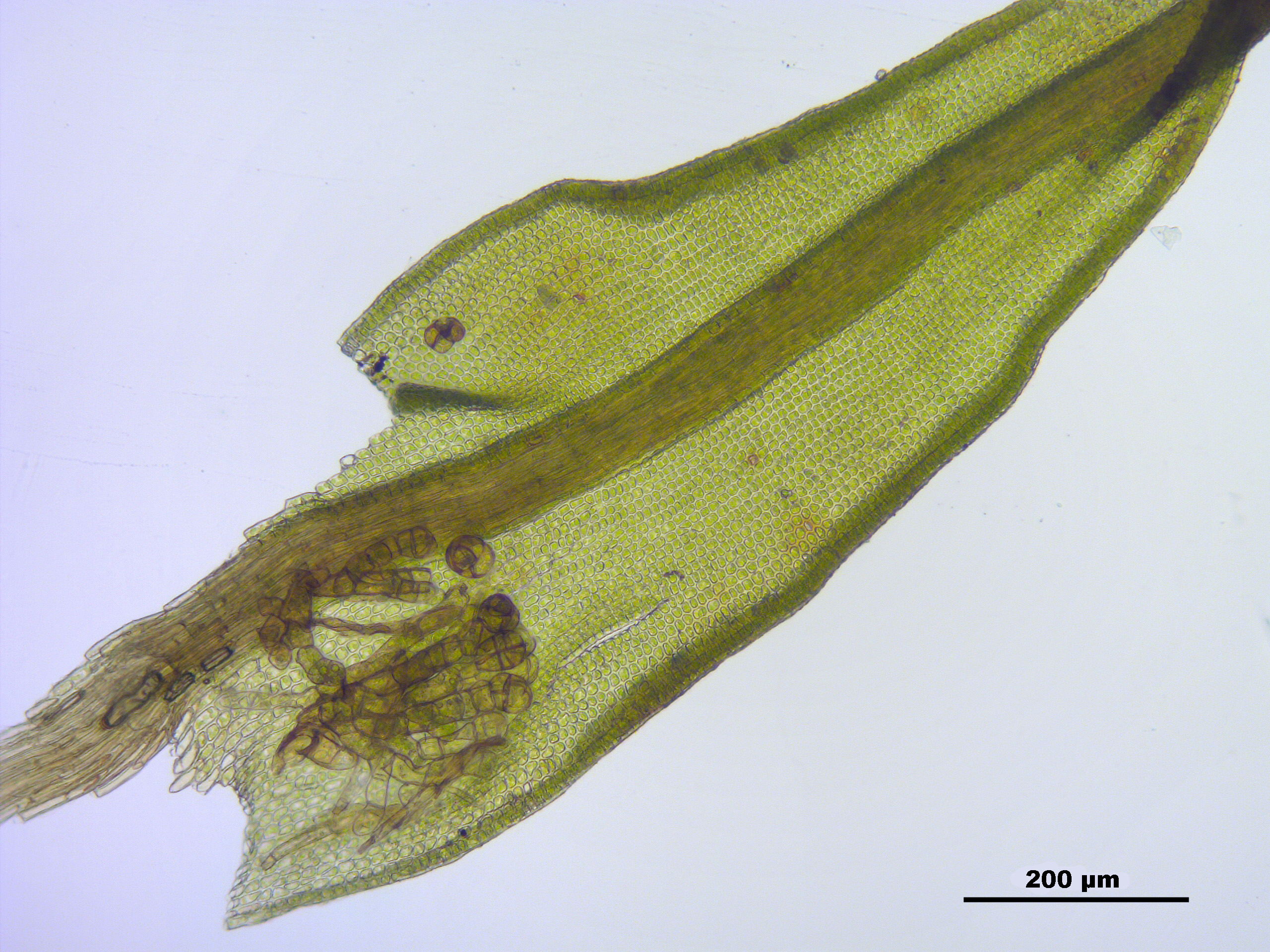
Bladvoet
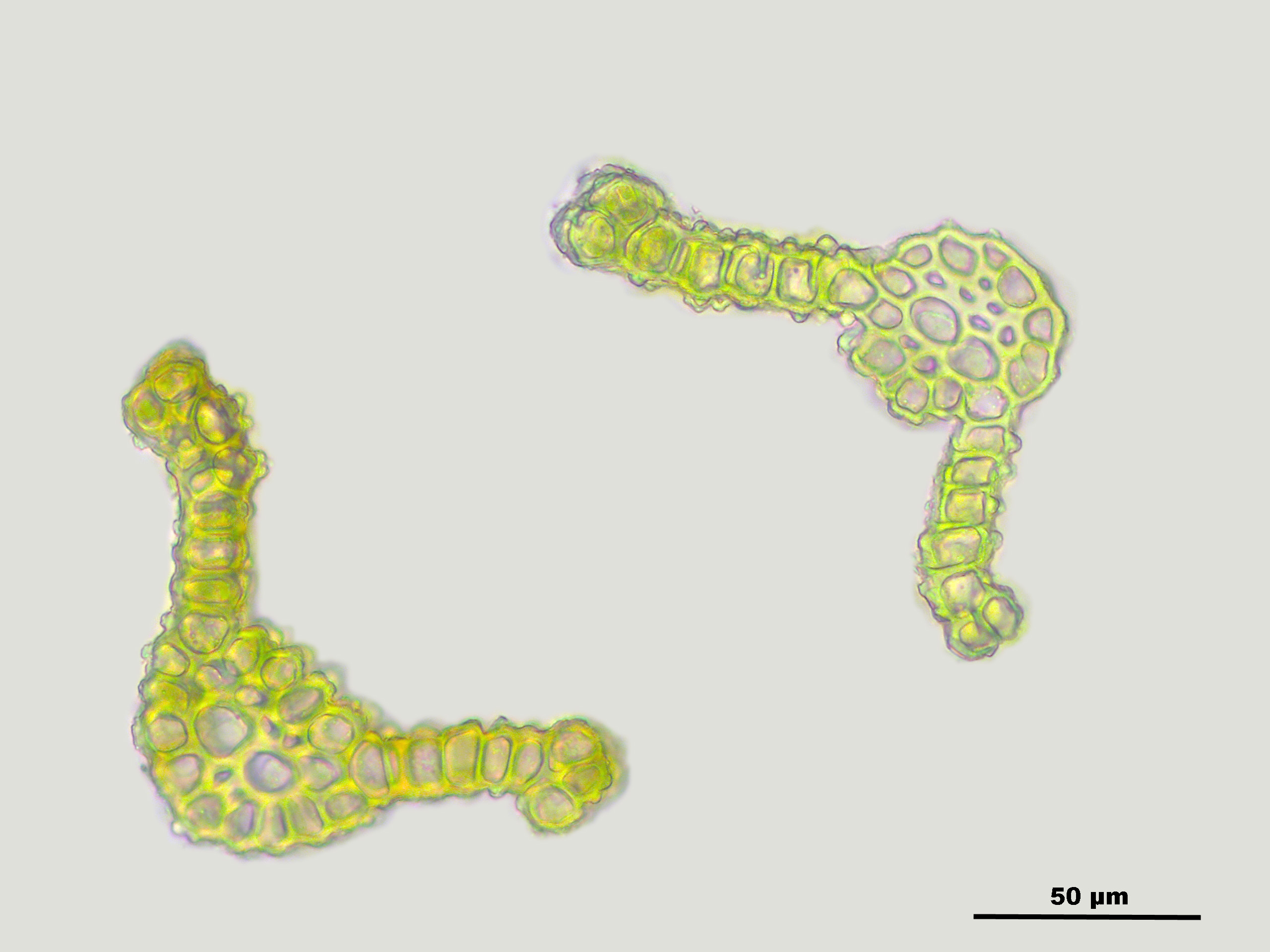
Doorsnede blad
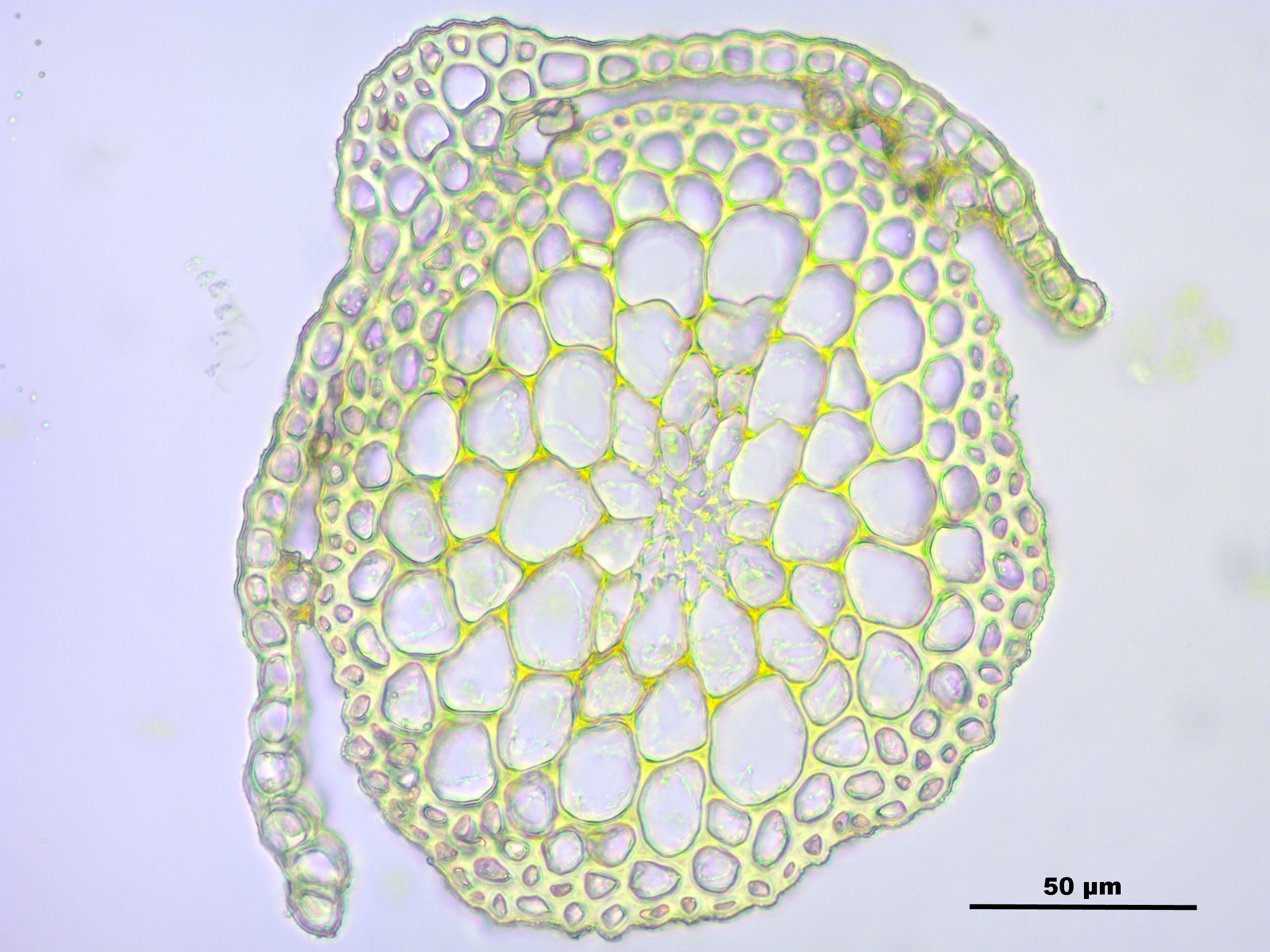
Doorsnede stengel

- Broedlichamen
- Sporen